# Додаток (мовознавство)
Дода́ток, також об'єкт (лат. objectum) —  об'єкт, на який спрямована дія або стосовно якого ця дія відбувається. У діловодстві Дода́ток це документ, який додається до основного документа — договору, акту тощо. У мовленні відповідає на питання непрямих відмінків: кого? чого? кому? чому? що? ким? чим? на кому? на чому?. У синтаксичному розборі підкреслюється рисками: — — — — — — — 
Додаток виражається тими ж частинами мови, що й підмет. Найчастіше додаток виражається іменником та співвідносними з ним займенниками, рідше прикметником, числівниками.
Додатки поділяються на прямі додатки та непрямі додатки.
До прямих додатків можна поставити запитання кого? що?. Вони стоять у реченні в знахідному відмінку.
Я побачив (кого?) гарну дівчину.
Футболісти кидають (що?) м'яч.
Прямі додатки можуть виражатися також родовим відмінком, коли при перехідному дієслові є частка не, або коли дія переходить лише на частину об'єкта:
Я не люблю ненависті в собі (Дмитро Павличко)
Тоня діловито наливає з бідона води (Олесь Гончар)
В усіх інших випадках додатки непрямі. Перед непрямими додатками можуть стояти прийменники:
читати дитині, принести матері, малювати олівцем, розізлитися на дружину.